# Praga E-211
Praga E-211 byl československý čtyřmístný hornoplošník celodřevěné konstrukce pro obchodní nebo nepravidelnou dopravu (aerotaxi), poháněný dvojicí tlačných invertních čtyřválcových řadových motorů Walter Minor 4-III. V soutěži Ministerstva dopravy o nové malé dopravní letadlo však stroj Praga E-211 neuspěl a vyhrálo moderněji řešené celokovové Aero Ae-45 s lepšími výkony a potenciálem dalšího vývoje. Letouny E-211 byly vyrobeny pouze ve dvou exemplářích. Výrobcem bylo letecké oddělení Praga společnosti Českomoravská Kolben-Daněk a.s., Praha-Karlín.

## Vznik a vývoj

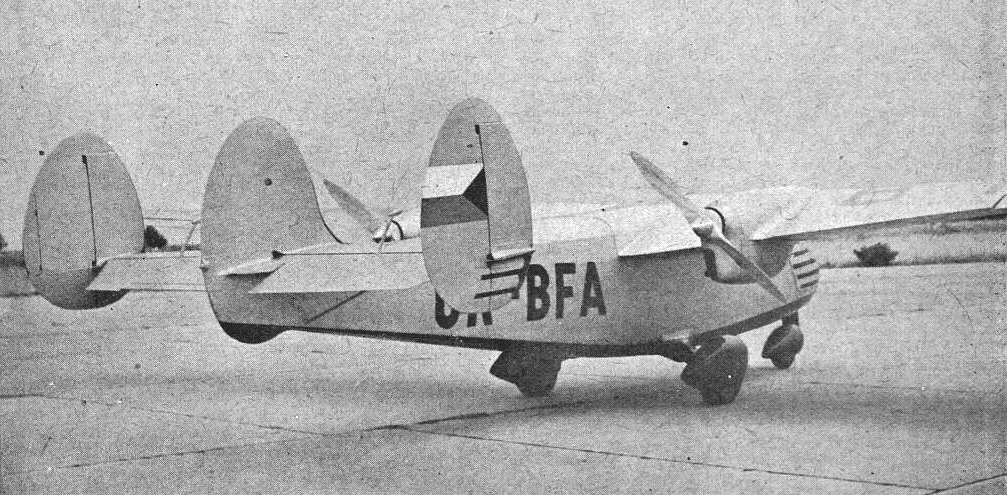
Praga E-211 s trojitou svislou ocasní plochou

Konstruktér ing. Jaroslav Šlechta navázal po druhé světové válce na předválečný prototyp Praga E-210 z roku 1936. Typ E-211 byl oproti E-210 značně zdokonalen, a to jak v provedení konstrukce draku, tak i ve vybavení a v aerodynamicky jemnějších tvarech. Prototyp byl vyroben v tehdejších Leteckých závodech, n.p., výrobně letadel III (Karlín) a byl zalétán 1. června 1947. Imatrikulace OK-BFA mu byla úředně přidělena 3.7.1947.

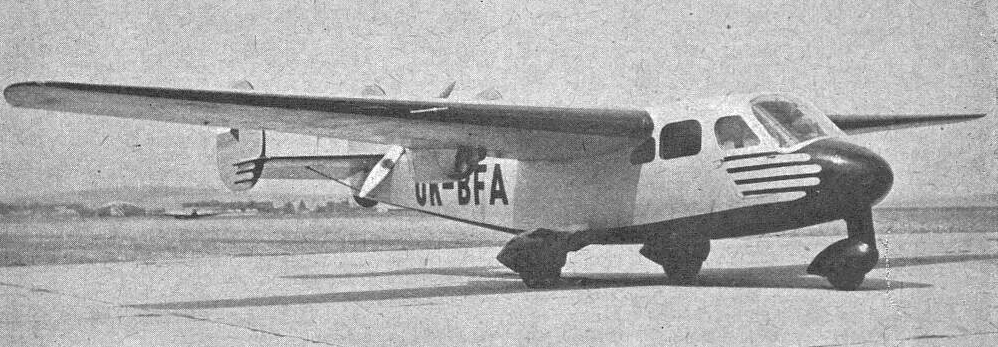
Praga E-211, 1. prototyp

Druhý prototyp OK-CEA byl podroben letovým zkouškám v srpnu až říjnu 1948 v Leteckém výzkumném ústavu. Konkurenční typ Aero Ae-45, jehož zkoušky tehdy rovněž probíhaly, byl však ve svém pojetí perspektivnější. Ještě v prosinci 1947 Čs. závody kovodělné a strojírenské, n.p., Praha XVII-Jinonice inzerovaly v časopisu Letectví oba letouny společně jako rychlá, spolehlivá a úsporná čtyřmístná letadla určená pro použití jako obchodní, cestovní a cvičná letadla, ale o rok později se psalo už jen o letounu Aero Ae-45, který se pak stal základem pro sériovou výrobu československých aerotaxi.
V roce 1947 byla výroba letadel z ČKD Praga převedena do Rudého Letova a výroba motorů (konstrukční skupina ing. Jaroslava Kruliše) do tehdejších Leteckých závodů, n.p., Praha XVII-Jinonice (Walter/Motorlet). Rokem 1950 byl veškerý letecký vývoj v ČKD Praga ukončen.

## Popis letounu

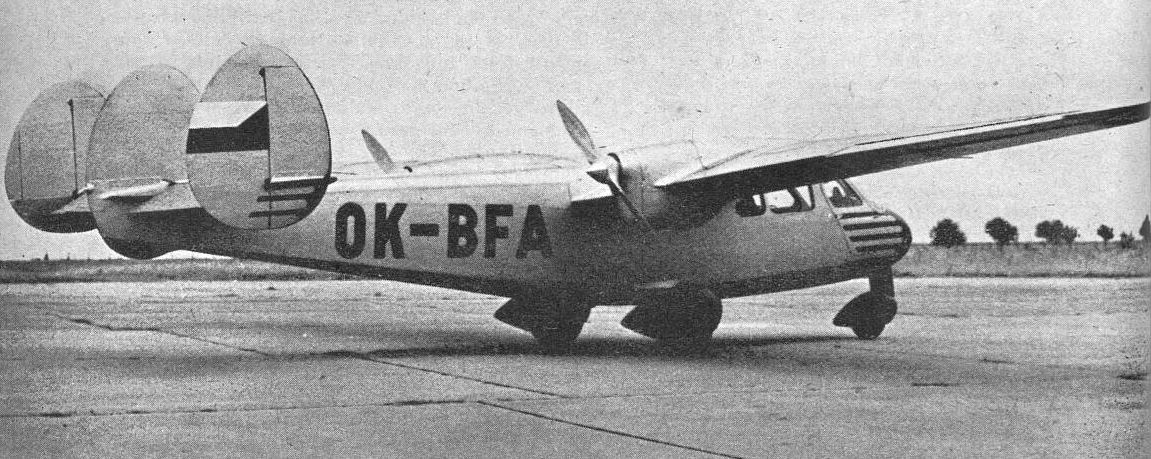
Praga E-211 s motory v tlačném uspořádání

Základní koncepce E-210 byla u letounu E-211 zachována. Výhodné pro dopravní aerotaxi především bylo, že podlaha kabiny byla nízko nad zemí, a to usnadnilo nastupování a vystupování. Nad trup posazené křídlo uvolnilo zcela výhled z kabiny, která byla takto vysunuta před křídlo. Letoun měl také jako E-210 trojitou svislou ocasní plochu. Motory vestavěné v tlačném uspořádání do odtokové hrany křídla zredukovaly na minimum hluk v kabině. Letové vlastnosti byly dobré a k modernímu vzhledu přispíval i tříkolový podvozek příďového typu, který však nebyl v „zatahovacím“ provedení.
Druhý prototyp měl již vztlakové klapky, čímž se přijatelně snížila přistávací rychlost. 

## Operační nasazení

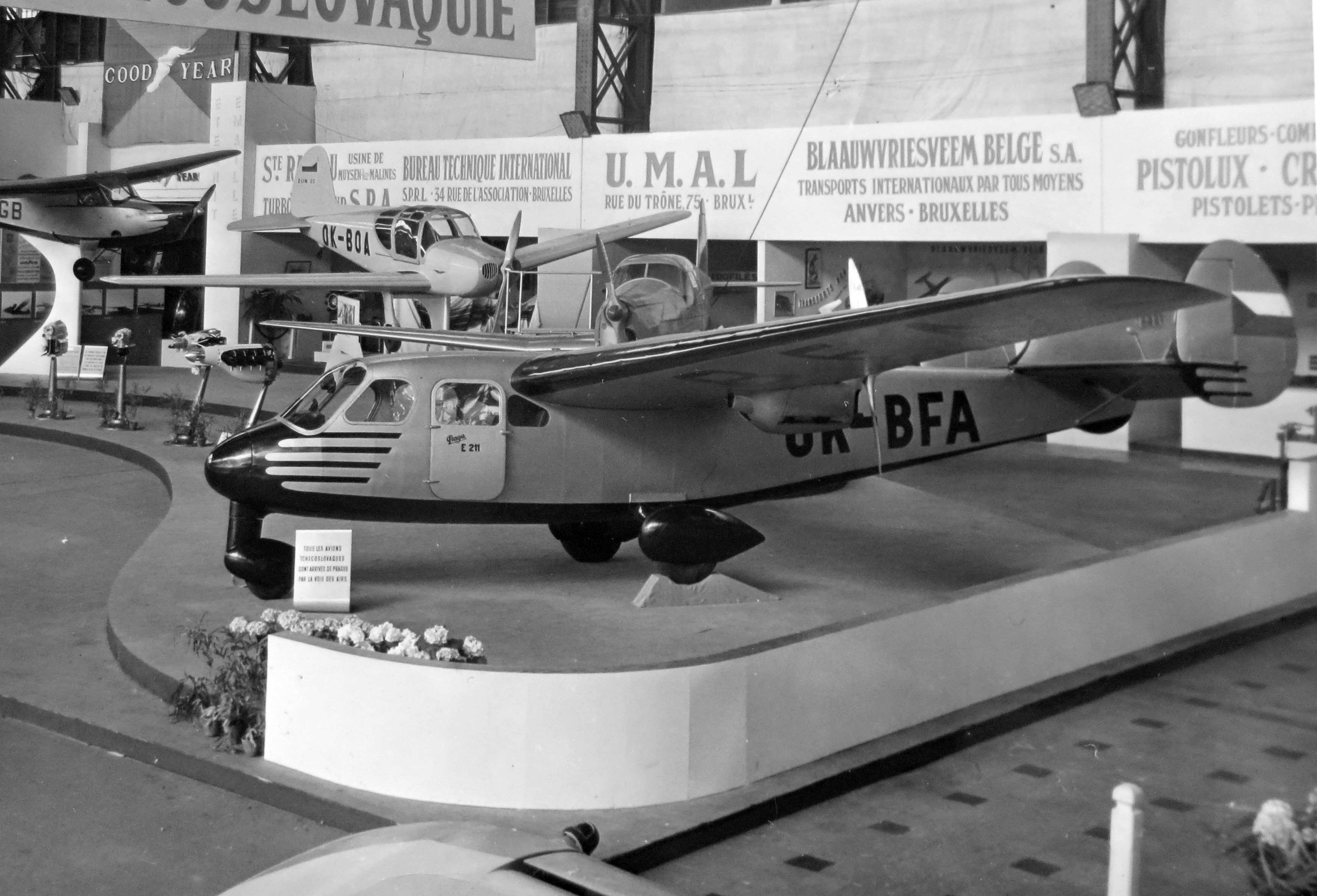
Praga E-211 na letecké výstavě v Bruselu (1947)

První prototyp OK-BFA 1. července 1947 (měsíc po svém zalétnutí, ale 3 dny před oficiálním přidělením imatrikulace) odletěl z Prahy do Bruselu na mezinárodní leteckou výstavu, která se konala od 4. července a kde letoun budil mnoho zájmu. Do Prahy se opět vzduchem vrátil 20. července. Po návratu následovaly oficiální zkoušky. Výsledky zkoušek byly povzbudivé, avšak projevila se při nich jedna vrozená vada. Pokud letoun nebyl zcela obsazen, byl velmi citlivý na vyvážení a běžnými prostředky se jen obtížně nevyváženost odstraňovala. Také přistávací rychlost byla relativně vysoká, protože letoun neměl vztlakové klapky. A oproti konkurentovi neměl zatahovací podvozek. 
Od září do října 1947 měl být vyslán na leteckou rallye do tehdejší belgické kolonie Kongo, aby v mezinárodní soutěži prokázal své schopnosti a vlastnosti. K tomuto nasazení však nedošlo. Byl však 7. září 1947 na mezinárodním leteckém dni v Praze – Ruzyni představen československé veřejnosti. Leteckého dne se podle Lidové demokracie zúčastnilo na statisíce diváků a Rudé právo spočítalo 400 000 diváků.
Druhý prototyp OK-CEA (imatrikulace přidělena 27. 12. 1948) měl již vztlakové klapky a přistávací rychlost po této změně byla vyhovující (80 km/h), avšak příčná nestabilita při menším obsazení zůstala.
První prototyp OK-BFA byl vymazán z leteckého rejstříku v červenci 1951, druhý OK-CEA o měsíc později.

## Specifikace
Údaje dle

### Technické údaje
- Posádka: 1-2
- Kapacita: 2-3 (celkem 4)
- Rozpětí: 12,5 m
- Délka: 8,51 m
- Výška: 2,55 m
- Nosná plocha křídel: 20,95 m²
- Plošné zatížení: 66,8 kg/m²
- Hmotnost prázdného letounu: 910 kg
- Vzletová hmotnost: 1 400 kg
- Pohon: 2 × pístový invertní vzduchem chlazený řadový čtyřválec Walter Minor 4-III o vzletové výkonnosti 77 kW (105 k) při 2500 ot/min
- Spotřeba paliva: 21,4 l/100 km
- Vrtule: dvoulistá dřevěná vrtule s pevnými listy

### Výkony
- Maximální rychlost: 250 km/h
- Cestovní rychlost: 220 km/h
- Minimální rychlost letu: 85 km/h
- Dostup: 5 200 m
- Stoupavost (čas výstupu na výšku): 4,2 min do 1 000 m; 9,7 min do 2 000 m; 16,6 min do 3 000 m
- Dolet: 1000 km
- Délka vzletu: 220 m
- Délka přistání 140 m